# Choyu Motobu
Choyu Motobu (1865-1928) was een Okinawaanse karatemeester en ook een meester in de geheime vechtkunst Udundi. Zijn familie behoorde tot de Okinawaanse adel. Hij is de oudere broer van karatemeester Choki Motobu.

## Leven
Choyu werd geboren in het dorp Akahira nabij de stad Shuri op het eiland Okinawa. Zijn vader Anji (Heer) Choshin Motobu was een afstammeling van prins Koshin Sho (1655-1687), de zesde zoon van de Okinawaanse koning Shitsu Sho (1629-1668).
Choyu leerde eerst de geheime vechtkunst genaamd Udundi (spellingsvarianten: Udunti,  Udunte; Japanse taal: Gotente), die binnen de koninklijke Sho familie altijd van vader tot oudste zoon werd doorgegeven. De vechtkunst Udundi verschilt aanzienlijk van karate en valt onder de categorie zachte vechtkunsten. In de stijl wordt veel gebruikgemaakt van worpen en klemmen, waarmee het veel lijkt op de Japanse verdedigingskunst Aikido.
Samen met zijn broer Choki leerde Choyu daarnaast ook het Shuri-te karate onder meester Anko Itosu en later meester Sokon Matsumura. Choyu heeft ook les gekregen van meester Kosaku Matsumora, die aan hem de Tomari-te stijl van karate onderwees.
In zijn laatste jaren was hij hoofdinstructeur vechtkunsten van de laatste koning van het koninkrijk Riukiu, genaamd Tai Sho (1848-1879). Hierbij volgde hij Sokon Matsumura op in die positie. Hij bleef in deze positie totdat het koninkrijk in 1879 werd opgeheven door Japan. Enige jaren later opende hij een dojo in de stad Naha en begon hij hier karate te onderwijzen.
In 1924 richtte Choyu samen met enkele andere karatemeesters de Ryukyu Tote Kenkyukai karateclub op, die tot doel had het karate in al haar facetten te onderzoeken en te onderwijzen. Karatemeesters zoals Choyun Miyagi (grondlegger Goju-ryu), Kenwa Mabuni (grondlegger Shito-ryu), Choki Motobu, Chotoku Kyan, Kentsu Yabu, Chojo Oshiro en Chomo Hanashiro waren hierbij betrokken. Omdat Choyu de oudste karatemeester was, had hij de leiding van de club.
Het was de bedoeling dat Choyu de geheime familievechtkunst Udundi aan zijn tweede zoon Chomo zou onderwijzen (zijn eerste zoon was reeds vroeg gestorven). Chomo was echter niet geïnteresseerd en hij ging in de prefectuur Wakayama werken. Om te verhinderen dat hiermee de familievechtkunst verloren ging, besloot Choyu met de jarenlange familietraditie te breken. Uiteindelijk leerde Choyu de vechtkunst Udundi aan de twintigjarige Seikichi Uehara, die reeds 7 jaar Choyu's leerling in karate was en die ook theebediende was bij de Kenkyukai karateclub.
Choyu stierf op 21 maart 1928. Drie jaar later hield ook de Kenkyukai karateclub op te bestaan.

## Erfenis
Na Choyu Motobu's dood werd zijn vechtkunst in leven gehouden door Seikichi Uehara. In 1947 hernoemde Seikichi Uehara de vechtstijl naar Motobu-ryu ter nagedachtenis aan zijn leraar en organiseerde verschillende demonstraties om de stijl te populariseren.
Later in 1978 zou Chomei Motobu, zoon van Choki Motobu (Choyu Motobu's broer), een leerling worden van Seikichi Uehara, waardoor de familievechtkunst Udundi weer terug in de Motobu-familie zou geraken.